# NGC 233
NGC 233 je eliptická galaxie v souhvězdí Andromedy. Její zdánlivá jasnost je 12,8m a úhlová velikost 1,2′ × 1,2′. Je vzdálená 250 milionů světelných let, průměr má 85 000 světelných let. Galaxii objevil 11. září 1784 William Herschel.